# Phyllovates spinicollis
Phyllovates spinicollis es una especie de mantis de la familia Mantidae.

## Distribución geográfica
Se encuentra en Paraguay y Brasil.